# Intel Graphics Technology
Intel Graphics Technology (GT) là tên chung của một loạt bộ xử lý đồ họa tích hợp (IGPs) sản xuất bởi Intel được sản xuất trên cùng một package hoặc die cùng với bộ xử lý trung tâm (CPU). Nó được giới thiệu lần đầu năm 2010 với tên gọi Intel HD Graphics.
Intel Iris Graphics và Intel Iris Pro Graphics là các dòng IGP được được thiệu năm 2013 đi cùng một số kiểu bộ vi xử lý Haswell là phiên bản hiệu năng cao của HD Graphics. Intel HD và Iris Graphics không có hoặc có rất ít bộ nhớ riêng khi làm việc nó sẽ lấy một phần bộ nhớ của RAM, còn Iris Pro Graphics thì đã được nhúng thêm bộ nhớ eDRAM. Iris Pro Graphics là ứng dụng đầu tiên trong series tích hợp DRAM nhúng.
Trong quý 4 năm 2013, đồ họa tích hợp Intel chiếm 65% tổng số lô hàng bộ xử lý đồ họa PC. Tuy nhiên, tỷ lệ phần trăm này không đại diện cho việc áp dụng thực tế vì một số thiết bị được phát hành kèm với thẻ đồ họa rời.

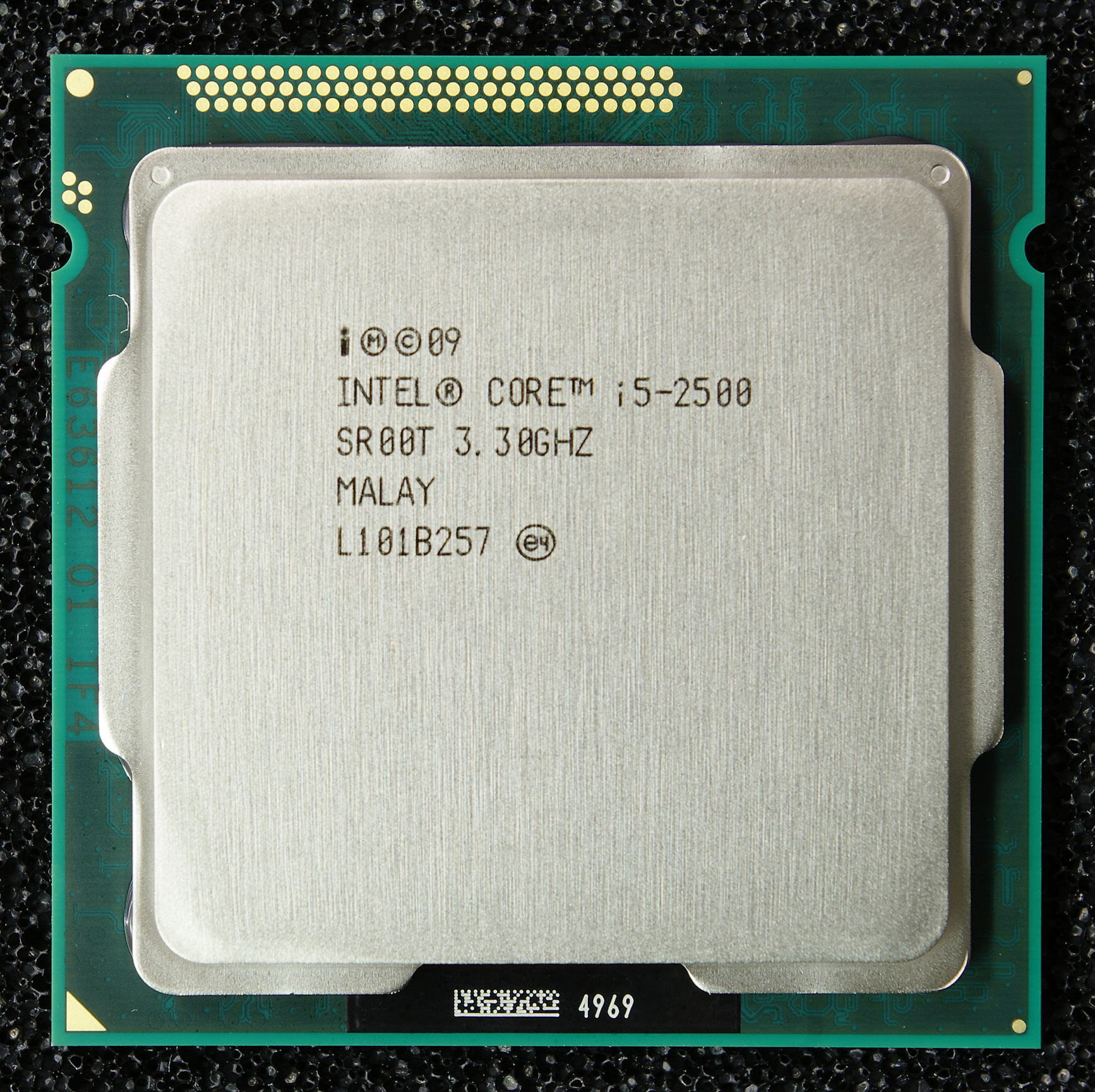
HD Graphics 2000 gắn trên CPU Core i5 thế hệ thứ 2 (Sandy Bridge).

## Lịch sử
Trước khi ra mắt Intel HD Graphics, chip đồ họa tích hợp của Intel đã được tích hợp vào chip cầu bắc của bo mạch chủ, như một phần của kiến trúc Hub của Intel. Chúng được biết đến là Intel Extreme Graphics và Intel GMA, Intel GMA HD Graphics. Như một phần của thiết kế Platform Controller Hub (PCH), đồ họa nằm ở chip cầu bắc đã bị loại bỏ và xử lý đồ họa được chuyển đến cùng một khuôn với bộ xử lý trung tâm (CPU).
Giải pháp đồ họa tích hợp Intel trước đây, Intel GMA, nổi tiếng là thiếu hiệu năng và tính năng, do đó không được coi là lựa chọn tốt cho các ứng dụng đồ họa đòi hỏi cao hơn, ví dụ như chơi 3D. Sự gia tăng hiệu năng do U
HD Graphics của Intel mang lại khiến các sản phẩm cạnh tranh tốt hơn với các bộ điều hợp đồ họa tích hợp do các đối thủ của nó, Nvidia và ATI/AMD sản xuất. Intel HD Graphics, có sự tiêu thụ điện năng tối thiểu, quan trọng trong máy tính xách tay, đủ khả năng để các nhà sản xuất PC thường ngừng cung cấp các tùy chọn đồ họa rời cho cả dòng máy tính xách tay cấp thấp và cao cấp, nơi mà kích thước nhỏ gọn và tiêu thụ điện năng thấp là rất quan trọng.

## Các thế hệ
Intel HD và Iris Graphics được chia thành các thế hệ và trong mỗi thế hệ được chia thành các 'bậc' tăng hiệu suất, được ký hiệu bằng nhãn 'GTx'.
Do Intel HD và Iris Graphics được gắn cứng vào CPU, vì vậy các thế hệ của nó đi kèm các thế hệ vi kiến trúc CPU của Intel.

### Thế hệ thứ 5 (Gen5)

#### Westmere
Tháng 1 năm 2010, bộ vi xử lý Clarkdale và Arrandale với đồ họa Ironlake được phát hành, được phát hành và được đặt tên là Celeron, Pentium, hoặc Core với HD Graphics. Chỉ có một thông số kỹ thuật: 12 đơn vị xử lý (EUs), lên tới 43.2 GFLOPS tại 900 MHz. Nó có thể phát video H264 1080p ở tốc độ lên đến 40 fps.
Người tiền nhiệm trực tiếp của nó, GMA X4500, có 10 EUs tại 800 MHz, nhưng nó thiếu một số khả năng.
| Tên mã      | Lớp | Số đơn vị xử lý | Xung nhịp (MHz) | GFLOPS |
| ----------- | --- | --------------- | --------------- | ------ |
| HD Graphics | ?   | 12              | 900             | 43.2   |

### Thế hệ thứ 6 (Gen6)

#### Sandy Bridge
Tháng 1 năm 2011, bộ xử lý Sandy Bridge đã được phát hành, giới thiệu HD Graphics "thế hệ thứ hai":
| Tên mã           | Lớp | Số đơn vị xử lý | Xung nhịp (MHz) | GFLOPS |
| ---------------- | --- | --------------- | --------------- | ------ |
| HD Graphics      | GT1 | 6               | 1000            | 96     |
| HD Graphics 2000 | GT1 | 6               | 1350            | 129.6  |
| HD Graphics 3000 | GT2 | 12              | 1350            | 259.2  |

Trong đó HD Graphics dành cho các vi xử lý Celeron và Pentium, còn HD Graphics 2000 và 3000 dành cho dòng Intel Core. HD Graphics 2000 và 3000 bao gồm mã hóa video phần cứng và HD postprocessing effects.

### Thế hệ thứ 7 (Gen7)

#### Ivy Bridge
Ngày 24 tháng 4 năm 2012, Ivy Bridge được phát hành, giới thiệu "thế hệ thứ ba" của đồ họa HD của Intel:
| Tên mã           | Lớp | Số đơn vị xử lý | Shading units | Xung nhịp (MHz) | GFLOPS |
| ---------------- | --- | --------------- | ------------- | --------------- | ------ |
| HD Graphics      | GT1 | 6               | 48            | 1050            | 100.8  |
| HD Graphics 2500 | GT1 | 6               | 48            | 1150            | 110.4  |
| HD Graphics 4000 | GT2 | 16              | 128           | 1300            | 332.8  |

Trong đó HD Graphics dành cho các vi xử lý Celeron và Pentium, còn HD Graphics 2500 và 4000 dành cho dòng Intel Core.  HD Graphics 2500 và 4000 bao gồm mã hóa video phần cứng và HD postprocessing effects.
Đối với một số CPU di động công suất thấp, hỗ trợ giải mã video bị hạn chế, trong khi không có CPU máy tính để bàn nào có hạn chế này.

#### Haswell

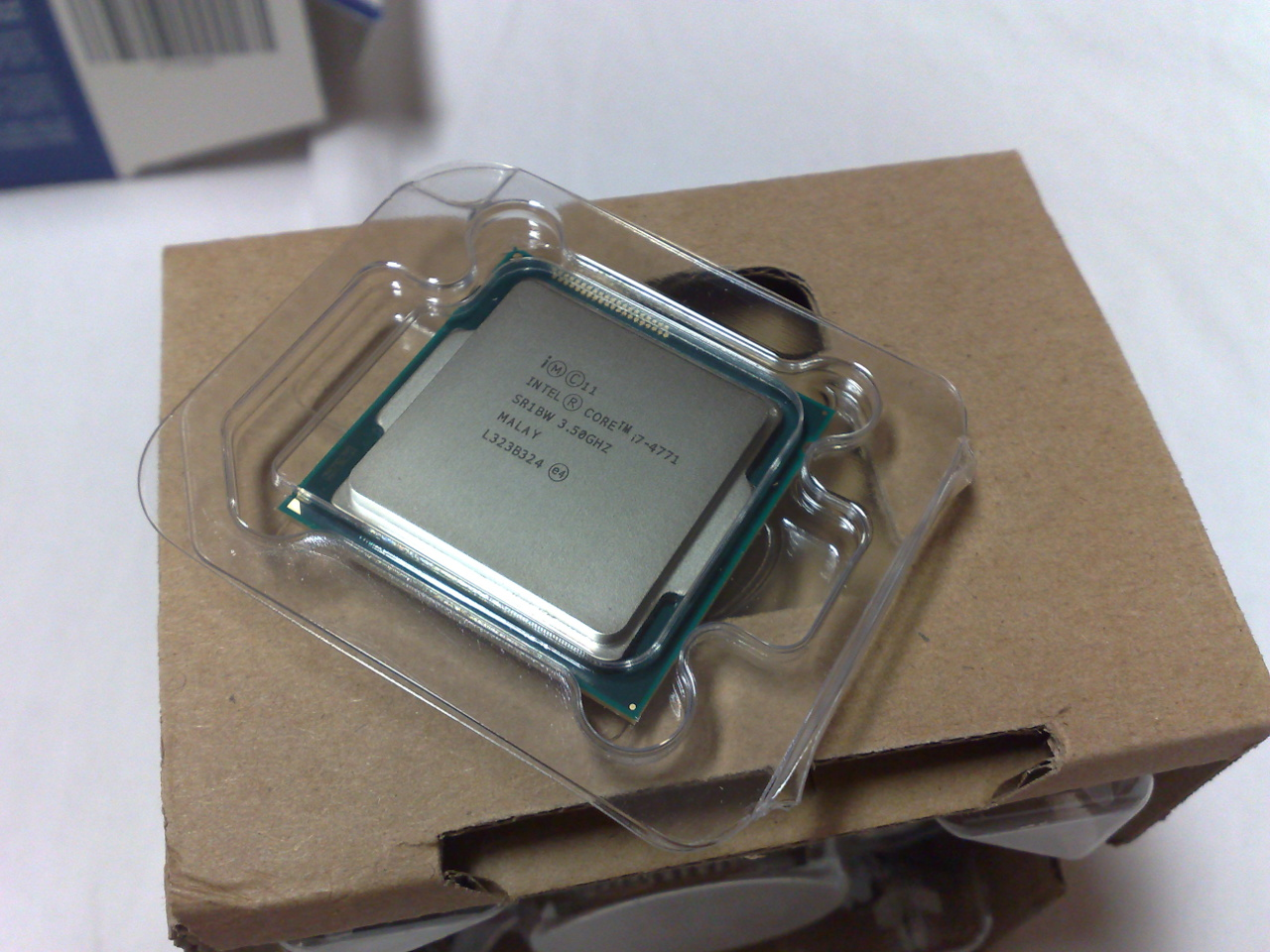
CPU Intel Haswell i7-4771, đi cùng với HD Graphics 4600 (GT2)

Ngày 12 tháng 9 năm 2012, CPU Haswell được ra mắt, cùng với GPU thế hệ thứ 4:
| Thị trường | Tên mã                 | Lớp  | Số đơn vị thực thi | Shading units | eDRAM (MB) | Xung nhịp (MHz) | GFLOPS    |
| ---------- | ---------------------- | ---- | ------------------ | ------------- | ---------- | --------------- | --------- |
| Cá nhân    | HD Graphics            | GT1  | 10                 | 80            | N/A        | 1150            | 184       |
| Cá nhân    | HD Graphics 4200       | GT2  | 20                 | 160           | N/A        | 850             | 272       |
| Cá nhân    | HD Graphics 4400       | GT2  | 20                 | 160           | N/A        | 950 – 1150      | 304 – 368 |
| Cá nhân    | HD Graphics 4600       | GT2  | 20                 | 160           | N/A        | 900 – 1350      | 288 – 432 |
| Cá nhân    | HD Graphics 5000       | GT3  | 40                 | 320           | N/A        | 1000 – 1100     | 640 – 704 |
| Cá nhân    | Iris Graphics 5100     | GT3  | 40                 | 320           | N/A        | 1100 – 1200     | 704 – 768 |
| Cá nhân    | Iris Pro Graphics 5200 | GT3e | 40                 | 320           | 128        | 1300            | 832       |
| Máy chủ    | HD Graphics P4600      | GT2  | 20                 | 160           | N/A        | 1200 – 1250     | 384 – 400 |
| Máy chủ    | HD Graphics P4700      | GT2  | 20                 | 160           | N/A        | 1250 – 1300     | 400 – 416 |

128 MB eDRAM trong Iris Pro GT3e nằm trong cùng một gói với CPU nhưng trên một die được sản xuất theo tiến trình khác. Intel gọi đây là bộ nhớ đệm Cấp 4, có sẵn cho cả CPU và GPU, đặt tên cho nó là Crystalwell. Driver drm/i915 của Linux đã biết và có khả năng sử dụng eDRAM này kể từ phiên bản hạt nhân 3.12.
Iris Pro Graphics tích hợp đã được Apple áp dụng cho các máy tính xách tay MacBook Pro l15 inch cuối năm 2013 (với Màn hình Retina), vốn đã từ lâu trong lịch sử của dòng không có card đồ họa rời, mặc dù chỉ dành cho các model cấp thấp. Nó cũng được đưa vào iMac 21,5 inch cuối năm 2013.

### Thế hệ thứ 8 (Gen8)

#### Broadwell
Tháng 11 năm 2013, có thông báo rằng bộ vi xử lý máy tính để bàn Broadwell-K (nhắm đến những người đam mê) cũng sẽ mang Iris Pro Graphics.
Các mô hình GPU tích hợp sau được công bố cho bộ xử lý Broadwell:
| Thị trường | Tên mã                  | Lớp  | Số đơn vị xử lý | Shading units | eDRAM (MB) | Xung nhịp (MHz) | GFLOPS |
| ---------- | ----------------------- | ---- | --------------- | ------------- | ---------- | --------------- | ------ |
| Cá nhân    | HD Graphics             | GT1  | 12              | 96            | –          | 850             | 163.2  |
| Cá nhân    | HD Graphics 5300        | GT2  | 24              | 192           | –          | 900             | 345.6  |
| Cá nhân    | HD Graphics 5500        | GT2  | 24              | 192           | –          | 950             | 364.8  |
| Cá nhân    | HD Graphics 5600        | GT2  | 24              | 192           | –          | 1050            | 403.2  |
| Cá nhân    | HD Graphics 6000        | GT3  | 48              | 384           | –          | 1000            | 768    |
| Cá nhân    | Iris Graphics 6100      | GT3  | 48              | 384           | –          | 1100            | 844.8  |
| Cá nhân    | Iris Pro Graphics 6200  | GT3e | 48              | 384           | 128        | 1150            | 883.2  |
| Máy chủ    | HD Graphics P5700       | GT2  | 24              | 192           | –          | 1000            | 384    |
| Máy chủ    | Iris Pro Graphics P6300 | GT3e | 48              | 384           | 128        | 1150            | 883.2  |

#### Airmont/Braswell (Silvermont)
Silvermont, ra mắt tháng 5 năm 2013, là vi kiến trúc dành cho các vi xử lý cấp thấp của Intel là Atom, Celeron và Pentium. Airmont/Braswell là phiên bản rút gọn của Silvermont ra mắt đầu năm 2015 cho PC.
| Số mã           | Phiên bản CPU | Lớp | Số đơn vị thục thi | Xung nhịp (MHz) |
| --------------- | ------------- | --- | ------------------ | --------------- |
| HD Graphics 400 | E8000         | GT1 | 12                 | 320             |
| HD Graphics 400 | N30xx         | GT1 | 12                 | 320 – 600       |
| HD Graphics 400 | N31xx         | GT1 | 12                 | 320 – 640       |
| HD Graphics 400 | J3xxx         | GT1 | 12                 | 320 – 700       |
| HD Graphics 405 | N37xx         | GT1 | 16                 | 400 – 700       |
| HD Graphics 405 | J37xx         | GT1 | 18                 | 400 – 740       |

### Thế hệ thứ 9 (Gen9)

#### Skylake
Dòng vi xử lý Skylake, ra mắt vào tháng 8 năm 2015, không còn hỗ trợ cổng VGA, đồng thời hỗ trợ thiết lập đa màn hình lên đến ba màn hình được kết nối qua giao diện HDMI 1.4, DisplayPort 1.2 hoặc Embedded DisplayPort (eDP) 1.3.
Các mẫu GPU tích hợp sau đây có sẵn hoặc được công bố cho bộ xử lý Skylake:
| Thị trường | Số mã                  | Lớp  | Số đơn vị thực thi | Shading units | eDRAM (MB) | Xung nhịp (MHz) | GFLOPS |
| ---------- | ---------------------- | ---- | ------------------ | ------------- | ---------- | --------------- | ------ |
| Cá nhân    | HD Graphics 510        | GT1  | 12                 | 96            | –          | 950             | 182.4  |
| Cá nhân    | HD Graphics 515        | GT2  | 24                 | 192           | –          | 1000            | 384    |
| Cá nhân    | HD Graphics 520        | GT2  | 24                 | 192           | –          | 1050            | 403.2  |
| Cá nhân    | HD Graphics 530        | GT2  | 24                 | 192           | –          | 1150            | 441.6  |
| Cá nhân    | Iris Graphics 540      | GT3e | 48                 | 384           | 64         | 1050            | 806.4  |
| Cá nhân    | Iris Graphics 550      | GT3e | 48                 | 384           | 64         | 1100            | 844.8  |
| Cá nhân    | Iris Pro Graphics 580  | GT4e | 72                 | 576           | 128        | 1000            | 1152   |
| Máy chủ    | HD Graphics P530       | GT2  | 24                 | 192           | –          | 1150            | 441.6  |
| Máy chủ    | Iris Pro Graphics P555 | GT3e | 48                 | 384           | 128        | 1000            | 768    |
| Máy chủ    | Iris Pro Graphics P580 | GT4e | 72                 | 576           | 128        | 1000            | 1152   |

#### Apollo Lake
Dòng vi xử lý Apollo Lake được ra mắt vào tháng 8 năm 2016.
| Số mã           | Phiên bản CPU | Lớp | Số đơn vị thực thi | Shading units | Xung nhịp (MHz) |
| --------------- | ------------- | --- | ------------------ | ------------- | --------------- |
| HD Graphics 500 | E3930         | GT1 | 12                 | 96            | 400 – 550       |
| HD Graphics 500 | E3940         | GT1 | 12                 | 96            | 400 – 600       |
| HD Graphics 500 | N3350         | GT1 | 12                 | 96            | 200 – 650       |
| HD Graphics 500 | N3450         | GT1 | 12                 | 96            | 200 – 700       |
| HD Graphics 500 | J3355         | GT1 | 12                 | 96            | 250 – 700       |
| HD Graphics 500 | J3455         | GT1 | 12                 | 96            | 250 – 750       |
| HD Graphics 505 | E3950         | GT1 | 18                 | 144           | 500 – 650       |
| HD Graphics 505 | N4200         | GT1 | 18                 | 144           | 200 – 750       |
| HD Graphics 505 | J4205         | GT1 | 18                 | 144           | 250 – 800       |

#### Kaby Lake
Dòng bộ vi xử lý Kaby Lake được giới thiệu vào tháng 8 năm 2016. Các tính năng mới: tăng tốc độ, hỗ trợ các dịch vụ phát trực tuyến 4K UHD "premium" (DRM encoded), công cụ đa phương tiện với khả năng tăng tốc phần cứng đầy đủ của giải mã HEVC 8 và 10 bit và VP9.
| Thị trường | Số mã                  | Lớp  | Số đơn vị thực thi | Shading units | eDRAM (MB) | Xung nhịp cơ bản (MHz) | Xung nhịp Boost (MHz) | GFLOPS        | Dùng trong                                                             |
| ---------- | ---------------------- | ---- | ------------------ | ------------- | ---------- | ---------------------- | --------------------- | ------------- | ---------------------------------------------------------------------- |
| Cá nhân    | HD Graphics 610        | GT1  | 12                 | 96            | –          | 300−350                | 900 − 1100            | 172.8 – 211.2 | Desktop Celeron, Desktop Pentium G45**, i3-7101                        |
| Cá nhân    | HD Graphics 615        | GT2  | 24                 | 192           | –          | 300                    | 900 – 1050            | 345.6 – 403.2 | m3-7Y30/32, i5-7Y54/57, i7-7Y75, Pentium 4415Y                         |
| Cá nhân    | HD Graphics 620        | GT2  | 24                 | 192           | –          | 300                    | 1000 – 1050           | 384 – 403.2   | i3-7100U, i5-7200U, i5-7300U, i7-7500U, i7-7600U                       |
| Cá nhân    | HD Graphics 630        | GT2  | 24                 | 192           | –          | 350                    | 1000 – 1150           | 384 − 441.6   | Desktop Pentium G46**, i3, i5 và i7, and Laptop H-series i3, i5 and i7 |
| Cá nhân    | Iris Plus Graphics 640 | GT3e | 48                 | 384           | 64         | 300                    | 950 – 1050            | 729.6 − 806.4 | i5-7260U, i5-7360U, i7-7560U, i7-7660U                                 |
| Cá nhân    | Iris Plus Graphics 650 | GT3e | 48                 | 384           | 64         | 300                    | 1050 – 1150           | 806.4 − 883.2 | i3-7167U, i5-7267U, i5-7287U, i7-7567U                                 |
| Máy chủ    | HD Graphics P630       | GT2  | 24                 | 192           | –          | 350                    | 1000 – 1150           | 384 − 441.6   | Xeon E3-**** v6                                                        |

#### Kaby Lake Refresh / Amber Lake / Coffee Lake / Whiskey Lake / Comet Lake
Dòng vi xử lý Kaby Lake được giới thiệu vào tháng 10 năm 2017. Tính năng mới: hỗ trợ HDCP 2.2 
| Thị trường   | Số mã                  | Lớp  | Số đơn vị Thực thi | Shading units | eDRAM (MB) | Xung nhịp cơ bản (MHz) | Xung nhịp Boost (MHz) | GFLOPS        | Dùng trong                                                                                        |
| ------------ | ---------------------- | ---- | ------------------ | ------------- | ---------- | ---------------------- | --------------------- | ------------- | ------------------------------------------------------------------------------------------------- |
| Consumer     | UHD Graphics 610       | GT1  | 12                 | 96            | –          | 350                    | 1050                  | 201.6         | Pentium Gold G54**, Celeron G49**                                                                 |
| Consumer     | UHD Graphics 615       | GT2  | 24                 | 192           | –          | 300                    | 900 – 1050            | 345.6 – 403.2 | i7-8500Y, i5-8200Y, m3-8100Y                                                                      |
| Consumer     | UHD Graphics 617       | GT2  | 24                 | 192           | –          | 300                    | 1050                  | 403.2         | i7-8510Y, i5-8310Y, i5-8210Y                                                                      |
| Consumer     | UHD Graphics 620       | GT2  | 24                 | 192           | –          | 300                    | 1000 – 1150           | 422.4 – 441.6 | i3-8130U, i5-8250U, i5-8350U, i7-8550U, i7-8650U i3-8145U, i5-8265U, i5-8365U, i7-8565U, i7-8665U |
| Consumer     | UHD Graphics 630       | GT2  | 23                 | 184           | –          | 350                    | 1100 – 1150           | 404.8 – 423.2 | i3-8350K, i3-8100 with stepping B0                                                                |
| Consumer     | UHD Graphics 630       | GT2  | 24                 | 192           | –          | 350                    | 1050 – 1250           | 403.2 – 480   | i9, i7, i5, i3, Pentium Gold G56**, G55**                                                         |
| Consumer     | Iris Plus Graphics 645 | GT3e | 48                 | 384           | 128        | 300                    | 1050 – 1150           | ?             | i7-8557U, i5-8257U                                                                                |
| Consumer     | Iris Plus Graphics 655 | GT3e | 48                 | 384           | 128        | 300                    | 1050 – 1200           | 806.4 – 921.6 | i7-8559U, i5-8269U, i5-8259U, i3-8109U                                                            |
| Professional | UHD Graphics P630      | GT2  | 24                 | 192           | –          | 350                    | 1100 – 1200           | 422.4 – 460.8 | Xeon E 21**G, 21**M, 22**G, 22**M                                                                 |

#### Gemini Lake
Các tính năng mới: Hỗ trợ HDMI 2.0, bộ giải mã phần cứng VP9 10-bit Profile2
| UHD Graphics 600 | GT1   | 12 | 96    |           |              |              |
| UHD Graphics 600 | GT1   | 12 | 96    | N4000     | 200 – 650    | 38.4 – 124.8 |
| UHD Graphics 600 | GT1   | 12 | 96    | N4100     | 200 – 700    | 38.4 – 134.4 |
| UHD Graphics 600 | GT1   | 12 | 96    | J4005     | 250 – 700    | 48.0 – 134.4 |
| UHD Graphics 600 | GT1   | 12 | 96    | J4105     | 250 – 750    | 48.0 – 144.0 |
| UHD Graphics 605 | GT1.5 | 18 |       |           |              |              |
| UHD Graphics 605 | GT1.5 | 18 | N5000 | 200 – 750 | 57.6 – 216   |              |
| UHD Graphics 605 | GT1.5 | 18 | J5005 | 250 – 800 | 72.0 – 230.4 |              |

### Thế hệ 10 (Gen10)

#### Ice Lake
Các tính năng mới: Vi kiến trúc GPU thế hệ 10 10 nm, hai pipelines mã hóa HEVC 10-bit, 3 pipelines  hiển thị 4K (hoặc 2x 5K60, 1x 4K120), variable rate shading (VRS)  Integer scaling
| Thị trường | Tên                | Lớp | Số đơn vị thực thi | Shading units | Xung nhịp cơ bản (MHz) | Boost clock (MHz) | GFLOPS      | GFLOPS        | GFLOPS    | Dùng trong                |
| Thị trường | Tên                | Lớp | Số đơn vị thực thi | Shading units | Xung nhịp cơ bản (MHz) | Boost clock (MHz) | FP16        | FP32          | FP64      | Dùng trong                |
| ---------- | ------------------ | --- | ------------------ | ------------- | ---------------------- | ----------------- | ----------- | ------------- | --------- | ------------------------- |
| Cá nhân    | UHD Graphics       | G1  | 32                 | 256           | 300                    | 900 – 1050        | 1843 - 2355 | 460.8 – 537.6 | 230 - 294 | Core i3-10**G1, i5-10**G1 |
| Cá nhân    | Iris Plus Graphics | G4  | 48                 | 384           | 300                    | 900 – 1050        | 512 - 1075  | 691.2 – 806.4 | 64 - 134  | Core i3-10**G4, i5-10**G4 |
| Cá nhân    | Iris Plus Graphics | G7  | 64                 | 512           | 300                    | 1050 – 1100       | 1024 - 2253 | 512 - 1126.4  | 128 - 282 | Core i5-10**G7, i7-10**G7 |

## Tương lai
Intel Xe là một sản phẩm GPGPU và dGPU  đang được phát triển và dự kiến sẽ phát hành sản phẩm đầu tiên vào năm 2020..

## Tính năng

### Intel Insider
Bắt đầu từ Sandy Bridge, bộ xử lý đồ họa bao gồm một hình thức bảo vệ bản quyền và quản lý quyền kỹ thuật số (DRM) được gọi là Intel Insider, cho phép giải mã phương tiện được bảo vệ trong bộ xử lý. Trước đây có một công nghệ tương tự được gọi là Protected Audio Video Path (PAVP).

### Intel Quick Sync Video
Intel Quick Sync Video là công nghệ mã hóa và giải mã video phần cứng của Intel, được tích hợp vào một số CPU Intel. Tên gọi "Quick Sync" đề cập đến trường hợp sử dụng để chuyển mã nhanh  ("đồng bộ hóa") một video từ, ví dụ như, một DVD hay Blu-ray Disc sang định dạng phù hợp với điện thoại thông minh chẳng hạn. Quick Sync được giới thiệu với bộ vi xử lý Gen 6 trong Sandy Bridge vào ngày 9 tháng 1 năm 2011.

### Graphics Virtualization Technology
Graphics Virtualization Technology (GVT) ra mắt ngày 1 tháng 1, 2014 và ra mắt cùng thời điểm với Intel Iris Pro. Các GPU tích hợp của Intel hỗ trợ các phương pháp chia sẻ sau:
- Truyền trực tiếp (GVT-d): GPU có sẵn cho một máy ảo duy nhất mà không cần chia sẻ với các máy khác
- Chuyển tiếp API paravirtualized (GVT-s): GPU được chia sẻ bởi nhiều máy ảo bằng cách sử dụng trình điều khiển đồ họa ảo; một số API đồ họa được hỗ trợ (OpenGL, DirectX), không hỗ trợ cho GPGPU
- Ảo hóa toàn bộ GPU (GVT-g): GPU được chia sẻ bởi nhiều máy ảo (và bởi máy chủ) trên cơ sở chia sẻ thời gian bằng cách sử dụng trình điều khiển đồ họa gốc; tương tự như MxGPU của AMD và vGPU của Nvidia, chỉ có sẵn trên các card dòng chuyên nghiệp (Radeon Pro and Nvidia Quadro)

### Đa màn hình

#### Ivy Bridge
HD 2500 và HD 4000 GPUs trên các CPU Ivy Bridge được quảng cáo là hỗ trợ 3 màn hình cùng lúc, nhưng điều này chỉ hoạt động nếu hai trong số các màn hình được định cấu hình giống nhau, nhưng không phải tất cả ba màn hình được cấu hình. Lý do cho điều này là các chipset chỉ bao gồm hai phase-locked loops (PLLs) để tạo đồng hồ pixel định thời gian dữ liệu được truyền đến màn hình.
Do đó, chỉ có thể đạt được ba màn hình hoạt động đồng thời khi ít nhất hai màn hình trong số chúng có cùng xung nhịp pixel, chẳng hạn như:
- Sử dụng 2 hay 3 kết nối DisplayPort, vì chúng chỉ yêu cầu một đồng hồ pixel duy nhất cho tất cả các kết nối.[41] Bộ điều hợp thụ động từ DisplayPort sang một số đầu nối khác không được tính là kết nối  DisplayPort, vì chúng dựa vào việc chipset có thể phát ra tín hiệu không phải DisplayPort thông qua đầu nối DisplayPort. Bộ điều hợp hoạt động có chứa logic bổ sung để chuyển đổi tín hiệu DisplayPort sang một số định dạng khác được coi là kết nối DisplayPort
- Sử dụng hai kết nối không phải DisplayPort của cùng một loại kết nối (ví dụ: hai kết nối HDMI) và cùng tần số xung nhịp (như khi được kết nối với hai màn hình giống nhau ở cùng độ phân giải), để có thể chia sẻ một đồng hồ pixel duy nhất giữa cả hai kết nối.[39]

Một giải pháp ba màn hình khác có thể sử dụng là Embedded DisplayPort trên một CPU mobile (hoàn toàn không sử dụng chipset PLL) cùng với hai đầu ra chipset bất kỳ.

#### Haswell
Các bo mạch chủ dựa trên ASRock Z87- và H87 hỗ trợ đồng thời ba màn hình. Bo mạch chủ dựa trên Asus H87 cũng được quảng cáo là hỗ trợ ba màn hình độc lập cùng một lúc.

## Năng lực
| Vi kiến trúc Socket      | Brand                       | Brand                     | Brand                         | Graphics | Graphics                                                                                            | Vulkan        | Vulkan  | OpenGL | OpenGL  | Direct3D | Direct3D     | HLSL shader model | OpenCL                    | OpenCL  |
| Vi kiến trúc Socket      | "Core"                      | "Pentium"                 | "Celeron"                     | Gen      | Graphics brand                                                                                      | Linux         | Windows | Linux  | Windows | Linux    | Windows      | HLSL shader model | Linux                     | Windows |
| ------------------------ | --------------------------- | ------------------------- | ----------------------------- | -------- | --------------------------------------------------------------------------------------------------- | ------------- | ------- | ------ | ------- | -------- | ------------ | ----------------- | ------------------------- | ------- |
| Westmere - 1156          | i3/5/7-xxx                  | (G/P)6000 and U5000       | P4000 and U3000               | 5.5th    | HD                                                                                                  | —             | —       | 2.1    | 2.1     | —        | 10.1         | 4.1               | —                         | —       |
| Sandy Bridge - 1155      | i3/5/7-2000                 | (B)900, (G)800 and (G)600 | (B)800, (B)700, G500 and G400 | 6th      | HD 3000 and 2000                                                                                    | —             | —       | 3.3    | 3.1     | —        | 10.1         | 4.1               | —                         | —       |
| Ivy Bridge - 1155        | i3/5/7-3000                 | (G)2000 and A1018         | G1600, 1000 and 900           | 7th      | HD 4000 and 2500                                                                                    | 1.0           | —       | 4.2    | 4.0     | —        | 11.0         | 5.0               | 1.2 (Beignet)             | 1.2     |
| Bay Trail - SoCs         | —                           | J2000, N3500 and A1020    | J1000 and N2000               | 7th      | HD Graphics (Bay Trail)                                                                             | 1.0           | —       | 4.2    | 4.0     | —        | 11.0         | 5.0               | 1.2 (Beignet)             | 1.2     |
| Haswell - 1150           | i3/5/7-4000                 | (G)3000                   | G1800 and 2000                | 7.5th    | HD 5000, 4600, 4400 and 4200; Iris Pro 5200, Iris 5000 and 5100                                     | 1.0           | —       | 4.6    | 4.3     | —        | 12 (fl 11_1) | 5.0               | 1.2 (Beignet)             | 1.2     |
| Broadwell - 1150         | i3/5/7-5000                 | 3800                      | 3700 and 3200                 | 8th      | Iris Pro 6200 and P6300, Iris 6100 and HD 6000, P5700, 5600, 5500, 5300 and HD Graphics (Broadwell) | 1.0           | —       | 4.6    | 4.4     | 9        | 12 (fl 11_1) | 5.0               | 1.2 (Beignet) / 2.1 (Neo) | 2.0     |
| Braswell - SoCs          | —                           | N3700                     | N3000, N3050, N3150           | 8th      | HD Graphics (Braswell), based on Broadwell graphics                                                 | 1.0           | —       | 4.6    | 4.4     | 9        | 12 (fl 11_1) | 5.0               | 1.2 (Beignet)             | 2.0     |
| Braswell - SoCs          | —                           | (J/N)3710                 | (J/N)3010, 3060, 3160         | 8th      | (rebranded) HD Graphics 400, 405                                                                    | 1.0           | —       | 4.6    | 4.4     | 9        | 12 (fl 11_1) | 5.0               | 1.2 (Beignet)             | 2.0     |
| Skylake - 1151           | i3/5/7-6000                 | (G)4000                   | 3900 and 3800                 | 9th      | HD 510, 515, 520, 530 and 535; Iris 540 and 550; Iris Pro 580                                       | 1.2 Mesa 20.0 | 1.2     | 4.6    | 4.6     | 9        | 12 (fl 12_1) | 6.0               | 2.0 (Beignet) / 2.1 (Neo) | 2.0     |
| Apollo Lake - SoCs       | —                           | (J/N)4xxx                 | (J/N)3xxx                     | 9th      | HD Graphics 500, 505                                                                                | 1.2 Mesa 20.0 | 1.2     | 4.6    | 4.6     | 9        | 12 (fl 12_1) | 6.0               | 2.0 (Beignet) / 1.2 (Neo) | 2.0     |
| Gemini Lake - SoCs       | —                           | Silver (J/N)5xxx          | (J/N)4xxx                     | 9.5th    | UHD 600, 605                                                                                        | 1.2 Mesa 20.0 | 1.2     | 4.6    | 4.6     | 9        | 12 (fl 12_1) | 6.0               | 2.0 (Beignet) / 1.2 (Neo) | 2.0     |
| Kaby Lake - 1151         | m3/i3/5/7-7000              | (G)4000                   | (G)3900 and 3800              | 9.5th    | HD 610, 615, 620, 630, Iris Plus 640, Iris Plus 650                                                 | 1.2 Mesa 20.0 | 1.2     | 4.6    | 4.6     | 9        | 12 (fl 12_1) | 6.0               | 2.0 (Beignet) / 2.1 (Neo) | 2.1     |
| Kaby Lake Refresh - 1151 | i5/7-8000U                  | —                         | —                             | 9.5th    | UHD 620                                                                                             | 1.2 Mesa 20.0 | 1.2     | 4.6    | 4.6     | 9        | 12 (fl 12_1) | 6.0               | 2.0 (Beignet) / 2.1 (Neo) | 2.1     |
| Whiskey Lake - 1151      | i3/5/7-8000U                | —                         | —                             | 9.5th    | UHD 620                                                                                             | 1.2 Mesa 20.0 | 1.2     | 4.6    | 4.6     | 9        | 12 (fl 12_1) | 6.0               | 2.0 (Beignet) / 2.1 (Neo) | 2.1     |
| Coffee Lake - 1151       | i3/5/7/9-8000 i3/5/7/9-9000 | Gold (G)5xxx              | (G)49xx                       | 9.5th    | UHD 630, Iris Plus 655                                                                              | 1.2 Mesa 20.0 | 1.2     | 4.6    | 4.6     | 9        | 12 (fl 12_1) | 6.0               | 2.0 (Beignet) / 2.1 (Neo) | 2.1     |
| Ice Lake - 1526          | i3/5/7-10xx(N)Gx            | —                         | —                             | 11th     | UHD, Iris Plus                                                                                      | 1.2 Mesa 20.0 | 1.2     | 4.6    | 4.6     | 9        | 12 (fl 12_1) | 6.0               | 2.1 (Neo)                 | 2.1     |
| Tiger Lake               | TBA                         | TBA                       | TBA                           | 12th     | TBA                                                                                                 | 1.2 Mesa 20.0 | 1.2     | 4.6    | 4.6     | 9        | 12 (fl 12_1) | 6.0               | 3.0 (Neo)                 | TBA     |

Có thể OpenCL 2.1 và 2.2 với bản cập nhật phần mềm trên phần cứng OpenCL 2.0 (Broadwell +) với các bản cập nhật phần mềm trong tương lai.
The classic Mesa i965 driver, which is the only one for Haswell and older on Linux, only supports core profile for OpenGL 3.1+, not compatibility profile. The Iris Gallium3D driver supports compatibility profile for OpenGL 4.6.
Tất cả các phương pháp ảo hóa GVT đều được hỗ trợ kể từ dòng bộ xử lý Broadwell với KVM và Xen.

## Khả năng (tăng tốc video GPU)
Intel đã phát triển một lõi SIP chuyên dụng thực hiện nhiều thuật toán nén và giải nén video mang nhãn hiệu Intel Quick Sync Video. Một số được triển khai hoàn toàn, một số chỉ một phần

### Các thuật toán tăng tốc phần cứng
| Vi kiến trúc của CPU                                                       | Steps  | Steps           | các thuật toán nén và giải nén video | các thuật toán nén và giải nén video        | các thuật toán nén và giải nén video | các thuật toán nén và giải nén video | các thuật toán nén và giải nén video | các thuật toán nén và giải nén video | các thuật toán nén và giải nén video                                 |
| Vi kiến trúc của CPU                                                       | Steps  | Steps           | H.265 (HEVC)                         | H.264 (MPEG-4 AVC)                          | H.262 (MPEG-2)                       | VC-1/WMV9                            | JPEG / MJPEG                         | VP8                                  | VP9                                                                  |
| -------------------------------------------------------------------------- | ------ | --------------- | ------------------------------------ | ------------------------------------------- | ------------------------------------ | ------------------------------------ | ------------------------------------ | ------------------------------------ | -------------------------------------------------------------------- |
| Westmere                                                                   | Decode | Decode          | No                                   | ✓                                           | ✓                                    | ✓                                    | No                                   | No                                   | No                                                                   |
| Westmere                                                                   | Encode | Encode          | No                                   | No                                          | No                                   | No                                   | No                                   | No                                   | No                                                                   |
| Sandy Bridge                                                               | Decode | Profiles        | No                                   | ConstrainedBaseline, Main, High, StereoHigh | Simple, Main                         | Simple, Main, Advanced               | No                                   | No                                   | No                                                                   |
| Sandy Bridge                                                               | Decode | Levels          | No                                   |                                             |                                      |                                      | No                                   | No                                   | No                                                                   |
| Sandy Bridge                                                               | Decode | Max. resolution | No                                   |                                             |                                      |                                      | No                                   | No                                   | No                                                                   |
| Sandy Bridge                                                               | Encode | Profiles        | No                                   | ConstrainedBaseline, Main, High             | No                                   | No                                   | No                                   | No                                   | No                                                                   |
| Sandy Bridge                                                               | Encode | Levels          | No                                   |                                             | No                                   | No                                   | No                                   | No                                   | No                                                                   |
| Sandy Bridge                                                               | Encode | Max. resolution | No                                   |                                             | No                                   | No                                   | No                                   | No                                   | No                                                                   |
| Ivy Bridge                                                                 | Decode | Profiles        | No                                   | ConstrainedBaseline, Main, High, StereoHigh | Simple, Main                         | Simple, Main, Advanced               | Baseline                             | No                                   | No                                                                   |
| Ivy Bridge                                                                 | Decode | Levels          | No                                   |                                             |                                      |                                      |                                      | No                                   | No                                                                   |
| Ivy Bridge                                                                 | Decode | Max. resolution | No                                   |                                             |                                      |                                      |                                      | No                                   | No                                                                   |
| Ivy Bridge                                                                 | Encode | Profiles        | No                                   | ConstrainedBaseline, Main, High             | Simple, Main                         | No                                   | No                                   | No                                   | No                                                                   |
| Ivy Bridge                                                                 | Encode | Levels          | No                                   |                                             |                                      | No                                   | No                                   | No                                   | No                                                                   |
| Ivy Bridge                                                                 | Encode | Max. resolution | No                                   |                                             |                                      | No                                   | No                                   | No                                   | No                                                                   |
| Haswell                                                                    | Decode | Profiles        | Partial 8-bit                        | Main, High, SHP, MHP                        | Main                                 | Simple, Main, Advanced               | Baseline                             | No                                   | No                                                                   |
| Haswell                                                                    | Decode | Levels          | Partial 8-bit                        | 4.1                                         | Main, High                           | High, 3                              |                                      | No                                   | No                                                                   |
| Haswell                                                                    | Decode | Max. resolution | Partial 8-bit                        | 1080/60p                                    | 1080/60p                             |                                      | 16k×16k                              | No                                   | No                                                                   |
| Haswell                                                                    | Encode | Profiles        | No                                   | Main, High                                  | Main                                 | No                                   | Baseline                             | No                                   | No                                                                   |
| Haswell                                                                    | Encode | Levels          | No                                   | 4.1                                         | High                                 | No                                   | -                                    | No                                   | No                                                                   |
| Haswell                                                                    | Encode | Max. resolution | No                                   | 1080/60p                                    | 1080/60p                             | No                                   | 16k×16k                              | No                                   | No                                                                   |
| Broadwell                                                                  | Decode | Profiles        | Partial 8-bit & 10-bit               |                                             | Main                                 | Simple, Main, Advanced               |                                      | 0                                    | Partial                                                              |
| Broadwell                                                                  | Decode | Levels          | Partial 8-bit & 10-bit               |                                             | Main, High                           | High, 3                              |                                      | Unified                              | Partial                                                              |
| Broadwell                                                                  | Decode | Max. resolution | Partial 8-bit & 10-bit               |                                             | 1080/60p                             |                                      |                                      | 1080p                                | Partial                                                              |
| Broadwell                                                                  | Encode | Profiles        | No                                   | Main                                        | -                                    | No                                   |                                      | No                                   | No                                                                   |
| Broadwell                                                                  | Encode | Levels          | No                                   |                                             | Main, High                           | No                                   |                                      | No                                   | No                                                                   |
| Broadwell                                                                  | Encode | Max. resolution | No                                   |                                             | 1080/60p                             | No                                   |                                      | No                                   | No                                                                   |
| Skylake                                                                    | Decode | Profiles        | Main                                 | Main, High, SHP, MHP                        | Main                                 | Simple, Main, Advanced               | Baseline                             | 0                                    | 0                                                                    |
| Skylake                                                                    | Decode | Levels          | 5.2                                  | 5.2                                         | Main, High                           | High, 3                              | Unified                              | Unified                              | Unified                                                              |
| Skylake                                                                    | Decode | Max. resolution | 2160/60p                             | 2160/60p                                    | 1080/60p                             | 3840×3840                            | 16k×16k                              | 1080p                                | 4k/24p@15Mbit/s                                                      |
| Skylake                                                                    | Encode | Profiles        | Main                                 | Main, High                                  | Main                                 | No                                   | Baseline                             | Unified                              | No                                                                   |
| Skylake                                                                    | Encode | Levels          | 5.2                                  | 5.2                                         | High                                 | No                                   | -                                    | Unified                              | No                                                                   |
| Skylake                                                                    | Encode | Max. resolution | 2160/60p                             | 2160/60p                                    | 1080/60p                             | No                                   | 16k×16k                              | -                                    | No                                                                   |
| Kaby Lake Coffee Lake Coffee Lake Refresh Whiskey Lake Ice Lake Comet Lake | Decode | Profiles        | Main, Main 10                        | Main, High, MVC, Stereo                     | Main                                 | Simple, Main, Advanced               | Baseline                             | 0                                    | 0, 2                                                                 |
| Kaby Lake Coffee Lake Coffee Lake Refresh Whiskey Lake Ice Lake Comet Lake | Decode | Levels          | 5.2                                  | 5.2                                         | Main, High                           | Simple, High, 3                      | Unified                              | Unified                              | Unified                                                              |
| Kaby Lake Coffee Lake Coffee Lake Refresh Whiskey Lake Ice Lake Comet Lake | Decode | Max. resolution |                                      | 2160/60p                                    | 1080/60p                             | 3840×3840                            | 16k×16k                              | 1080p                                |                                                                      |
| Kaby Lake Coffee Lake Coffee Lake Refresh Whiskey Lake Ice Lake Comet Lake | Encode | Profiles        | Main                                 | Main, High                                  | Main                                 | No                                   | Baseline                             | Unified                              | Support 8 bits 4:2:0 BT.2020 may be obtained the pre/post processing |
| Kaby Lake Coffee Lake Coffee Lake Refresh Whiskey Lake Ice Lake Comet Lake | Encode | Levels          | 5.2                                  | 5.2                                         | High                                 | No                                   | -                                    | Unified                              | Support 8 bits 4:2:0 BT.2020 may be obtained the pre/post processing |
| Kaby Lake Coffee Lake Coffee Lake Refresh Whiskey Lake Ice Lake Comet Lake | Encode | Max. resolution | 2160/60p                             | 2160/60p                                    | 1080/60p                             | No                                   | 16k×16k                              | -                                    | Support 8 bits 4:2:0 BT.2020 may be obtained the pre/post processing |

### Họ Intel Pentium và Celeron
| Họ Intel Pentium & Celeron | Tăng tốc video GPU          | Tăng tốc video GPU          | Tăng tốc video GPU | Tăng tốc video GPU  | Tăng tốc video GPU | Tăng tốc video GPU | Tăng tốc video GPU                            | Tăng tốc video GPU | Tăng tốc video GPU |
| Họ Intel Pentium & Celeron | VED (Video Encode / Decode) | VED (Video Encode / Decode) | H.265/HEVC         | H.264/MPEG-4 AVC    | H.262 (MPEG-2)     | VC-1/WMV9          | JPEG/MJPEG                                    | VP8                | VP9                |
| -------------------------- | --------------------------- | --------------------------- | ------------------ | ------------------- | ------------------ | ------------------ | --------------------------------------------- | ------------------ | ------------------ |
| Braswell                   | Decode                      | Profile                     | Main               | CBP, Main, High     | Main, High         | Advanced           | 850 MP/s 4:2:0 640 MP/s 4:2:2 420 MP/s 4:4:4  |                    |                    |
| Braswell                   | Decode                      | Level                       | 5                  | 5.2                 | High               | 4                  | 850 MP/s 4:2:0 640 MP/s 4:2:2 420 MP/s 4:4:4  |                    |                    |
| Braswell                   | Decode                      | Max. resolution             | 4k×2k/30p          | 4k×2k/60p           | 1080/60p           | 1080/60p           | 850 MP/s 4:2:0 640 MP/s 4:2:2 420 MP/s 4:4:4  | 4k×2k/60p          | 1080/30p           |
| Braswell                   | Encode                      | Profile                     | No                 | CBP, Main, High     | Main, High         | No                 | 850 MP/s 4:2:0 640 MP/s 4:2:2 420 MP/s 4:4:4  |                    | Up to 720p30       |
| Braswell                   | Encode                      | Level                       | No                 | 5.1                 | High               | No                 | 850 MP/s 4:2:0 640 MP/s 4:2:2 420 MP/s 4:4:4  |                    |                    |
| Braswell                   | Encode                      | Max. resolution             | No                 | 4k×2k/30p           | 1080/30p           | No                 | 850 MP/s 4:2:0 640 MP/s 4:2:2 420 MP/s 4:4:4  | 4k×2k/30p          |                    |
| Apollo Lake                | Decode                      | Profile                     | Main, Main 10      | CBP, Main, High     | Main, High         | Advanced           | 1067 MP/s 4:2:0 800 MP/s 4:2:2 533 MP/s 4:4:4 |                    | 0                  |
| Apollo Lake                | Decode                      | Level                       | 5.1                | 5.2                 | High               | 4                  | 1067 MP/s 4:2:0 800 MP/s 4:2:2 533 MP/s 4:4:4 |                    |                    |
| Apollo Lake                | Decode                      | Max. resolution             |                    | 1080p240, 4k×2k/60p | 1080/60p           | 1080/60p           | 1067 MP/s 4:2:0 800 MP/s 4:2:2 533 MP/s 4:4:4 |                    |                    |
| Apollo Lake                | Encode                      | Profile                     | Main               | CBP, Main, High     | No                 | No                 | 1067 MP/s 4:2:0 800 MP/s 4:2:2 533 MP/s 4:4:4 |                    |                    |
| Apollo Lake                | Encode                      | Level                       | 4                  | 5.2                 | No                 | No                 | 1067 MP/s 4:2:0 800 MP/s 4:2:2 533 MP/s 4:4:4 |                    |                    |
| Apollo Lake                | Encode                      | Max. resolution             | 4kx2k/30p          | 1080p240, 4k×2k/60p | No                 | No                 | 1067 MP/s 4:2:0 800 MP/s 4:2:2 533 MP/s 4:4:4 | 4k×2k/30p          | 480p30 (SW only)   |
| Gemini Lake                | Decode                      | Profile                     | Main, Main 10      | CBP, Main, High     | Main, High         | Advanced           | 1067 MP/s 4:2:0 800 MP/s 4:2:2 533 MP/s 4:4:4 |                    | 0, 2               |
| Gemini Lake                | Decode                      | Level                       | 5.1                | 5.2                 | High               | 4                  | 1067 MP/s 4:2:0 800 MP/s 4:2:2 533 MP/s 4:4:4 |                    |                    |
| Gemini Lake                | Decode                      | Max. resolution             |                    | 1080p240, 4k×2k/60p | 1080/60p           | 1080/60p           | 1067 MP/s 4:2:0 800 MP/s 4:2:2 533 MP/s 4:4:4 |                    |                    |
| Gemini Lake                | Encode                      | Profile                     | Main               | CBP, Main, High     | Main, High         | No                 | 1067 MP/s 4:2:0 800 MP/s 4:2:2 533 MP/s 4:4:4 |                    | 0                  |
| Gemini Lake                | Encode                      | Level                       | 4                  | 5.2                 | High               | No                 | 1067 MP/s 4:2:0 800 MP/s 4:2:2 533 MP/s 4:4:4 |                    |                    |
| Gemini Lake                | Encode                      | Max. resolution             | 4kx2k/30p          | 1080p240, 4k×2k/60p | 1080/60p           | No                 | 1067 MP/s 4:2:0 800 MP/s 4:2:2 533 MP/s 4:4:4 | 4k×2k/30p          |                    |

### Họ Intel Atom
| Họ Intel Atom  | Tăng tốc video GPU          | Tăng tốc video GPU          | Tăng tốc video GPU | Tăng tốc video GPU                     | Tăng tốc video GPU | Tăng tốc video GPU | Tăng tốc video GPU | Tăng tốc video GPU | Tăng tốc video GPU                     | Tăng tốc video GPU | Tăng tốc video GPU |
| Họ Intel Atom  | VED (Video Encode / Decode) | VED (Video Encode / Decode) | H.265/HEVC         | H.264/MPEG-4 AVC                       | MPEG-4 Visual      | H.263              | H.262 (MPEG-2)     | VC-1/WMV9          | JPEG/MJPEG                             | VP8                | VP9                |
| -------------- | --------------------------- | --------------------------- | ------------------ | -------------------------------------- | ------------------ | ------------------ | ------------------ | ------------------ | -------------------------------------- | ------------------ | ------------------ |
| Bay Trail-T    | Decode                      | Profile                     | No                 | Main, High                             |                    |                    | Main               |                    |                                        | 0                  | No                 |
| Bay Trail-T    | Decode                      | Level                       | No                 | 5.1                                    |                    |                    | High               |                    |                                        |                    | No                 |
| Bay Trail-T    | Decode                      | Max. resolution             | No                 | 4k×2k/30p                              |                    |                    | 1080/60p           | 4k×2k/30p          | 4k×2k/30p                              |                    | No                 |
| Bay Trail-T    | Encode                      | Profile                     | No                 | Main, High                             |                    |                    | Main               | -                  | -                                      |                    | No                 |
| Bay Trail-T    | Encode                      | Level                       | No                 | 5.1                                    |                    |                    | High               | -                  | -                                      |                    | No                 |
| Bay Trail-T    | Encode                      | Max. resolution             | No                 | 4k×2k/30p                              |                    |                    | 1080/60p           | 1080/30p           | -                                      | 1080/30p           | No                 |
| Cherry Trail-T | Decode                      | Profile                     | Main               | CBP, Main, High                        | Simple             |                    | Main               | Advanced           | 1067 Mbit/s – 4:2:0 800 Mbit/s – 4:2:2 |                    |                    |
| Cherry Trail-T | Decode                      | Level                       | 5                  | 5.2                                    |                    |                    | High               | 4                  | 1067 Mbit/s – 4:2:0 800 Mbit/s – 4:2:2 |                    |                    |
| Cherry Trail-T | Decode                      | Max. resolution             | 4k×2k/30p          | 4k×2k/60p, 1080@240p                   | 480/30p            | 480/30p            | 1080/60p           | 1080/60p           | 1067 Mbit/s – 4:2:0 800 Mbit/s – 4:2:2 | 4k×2k/30p          | 1080/30p           |
| Cherry Trail-T | Encode                      | Profile                     | No                 | Constrained Baseline, Main, High (MVC) |                    |                    |                    |                    | 1067 Mbit/s – 4:2:0 800 Mbit/s – 4:2:2 |                    | No                 |
| Cherry Trail-T | Encode                      | Level                       | No                 | 5.1 (4.2)                              |                    |                    |                    |                    | 1067 Mbit/s – 4:2:0 800 Mbit/s – 4:2:2 |                    | No                 |
| Cherry Trail-T | Encode                      | Max. resolution             | No                 | 4k×2k/30p, 1080@120p                   |                    | 480/30p            |                    |                    | 1067 Mbit/s – 4:2:0 800 Mbit/s – 4:2:2 | 4k×2k/30p          | No                 |